# Laibebach
Der Laibebach ist ein etwas über 6 km langer, westlicher und linker Zufluss der Eyach im Gebiet der Stadt Haigerloch im baden-württembergischen Zollernalbkreis. Streckenweise verläuft er auf der Gemeindegrenze zwischen Haigerloch und Empfingen und bildet somit gleichzeitig die Kreisgrenze zwischen dem Zollernalbkreis und dem Landkreis Freudenstadt.

## Geographie

### Verlauf
Der Laibebach entspringt im Waldgebiet Gemeindewiesenwald am Ausgang des Petersgrabens etwa 1,8 km westlich des Haigerlocher Stadtteils Weildorf auf einer Höhe von 528 m ü. NHN. Von dort fließt er zunächst in nordöstliche Richtung, unterquert die Bundesstraße 463 und schwenkt dann in Richtung Norden. Vom Heinzelberg bis zum Beginn seines Untertals Läubertal bildet er die Grenze zwischen der Stadt Haigerloch und der Gemeinde Empfingen und damit gleichzeitig die Kreisgrenze zwischen dem Zollernalbkreis und dem Landkreis Freudenstadt. Östlich von Wiesenstetten fließt er durch den Läubertäle genannten Talabschnitt nach Bad Imnau, wo er auf einer Höhe von 392 m ü. NHN von Westen und links in den Triebwerkskanal der Alten Mühle mündet, einen kurzen Teilungsarm der Eyach.
Der 6,3 km lange Lauf des Laibebachs endet rund 136 Höhenmeter unterhalb seiner Quelle, er hat somit ein mittleres Sohlgefälle von etwa 21 ‰.

### Einzugsgebiet
Das etwa 9 km² große Einzugsgebiet gehört naturräumlich gesehen zu den Oberen Gäuen. Sein höchster Punkt liegt im Süden auf dem Weildorfer Weinberg auf 588 m ü. NHN. Im Süden grenzt das Einzugsgebiet des Mistelwiesengrabens an, der zur Stunzach fließt. Im Osten und Norden konkurriert der Laibebach mit der Eyach selbst und im Westen grenzen die Einzugsgebiete mehrere kleinerer Neckarzuflüsse an.

## Schutzgebiete
Der Unterlauf des Laibebachs mit dem Läubertäle liegt im Landschaftsschutzgebiet Eyachtal im Bereich des ehemaligen Landkreises Hechingen.

### LUBW
Amtliche Online-Gewässerkarte mit passendem Ausschnitt und den hier benutzten Layern: Lauf und Einzugsgebiet des Laibebachs

Allgemeiner Einstieg ohne Voreinstellungen und Layer: Daten- und Kartendienst der Landesanstalt für Umwelt Baden-Württemberg (LUBW) (Hinweise)
1. 1 2 3  Höhe ermittelt über WPS-Prozess (Geländehöhe).
2. ↑  Länge nach dem Layer Gewässernetz (AWGN).
3. ↑  Einzugsgebiet nach dem Layer Basiseinzugsgebiet (AWGN).

### Andere Belege
1. ↑  Friedrich Huttenlocher: Geographische Landesaufnahme: Die naturräumlichen Einheiten auf Blatt 178 Sigmaringen. Bundesanstalt für Landeskunde, Bad Godesberg 1959. → Online-Karte (PDF; 4,3 MB)